# Kabupaten Jayawijaya
Kabupaten Jayawijaya är ett kabupaten i Indonesien.   Det ligger i provinsen Papua, i den östra delen av landet, 3 600 km öster om huvudstaden Jakarta. Antalet invånare är 196 085. Arean är 7 031 kvadratkilometer.
Terrängen i Kabupaten Jayawijaya är mycket bergig.